# 中村仁美
中村 仁美（なかむら ひとみ、1979年6月8日 - ）は、アミューズ所属のフリーアナウンサー、司会者、タレント。元フジテレビジョン所属。夫はさまぁ〜ずの大竹一樹。

## 略歴

### 幼少期 - 学生時代
大阪府枚方市で生まれで小学校入学まで暮らし、その後神奈川県横浜市へ引っ越す。横浜市立永谷小学校、桐蔭学園中学校・高等学校、お茶の水女子大学卒業後、2002年フジテレビに入社。中学・高校の6年間、陸上部（短距離）に所属。大学では生活材料物性研究室で「茜含有色素のHPLCによる化学的分析」なる卒業研究を行なった。大学時代に、アメリカに1カ月留学経験がある。

### フジテレビアナウンサー時代
2004年12月1日から2011年7月24日まで地上デジタル放送推進大使を務めていた。フジテレビの正大使に任命。初日は、共に任命された島津有理子（NHK）、馬場典子（日本テレビ、後にアミューズで同僚に）、丸川珠代（テレビ朝日、現自民党参議院議員）、竹内香苗（TBS）、森本智子（テレビ東京）と、『めざましテレビ』をはじめとするNHKと民放キー局の生放送番組に、早朝から深夜まで出演したり、地デジのPRCMも出演した。
2004年、「HOT☆FANTASY ODAIBA」 のイメージキャラクターを務め、「リアリー?マドリッド（REALLY?madrid）」でフットサル選手としても活躍した。「女子アナスペシャル2005」の体力テストでは石本沙織に続き好成績を収めた。中学・高校の6年間陸上部に所属、日々ジョギングを欠かさない成果が出た結果といえる。
「30歳までにやりたい事」として挙げた、富士山登山は2007年9月に『晴れたらイイねッ!Let'sコミミ隊』で、フルマラソン完走は2008年7月7日にオーストラリア、「ゴールドコーストマラソン」を5時間51分で完走し、果たした。
2007年11月から2008年3月まで、ゆりかもめ東京臨海新交通臨海線青海駅発着アナウンス担当（『アナ☆ログ』の企画より）。
2008年8月6日、『クイズ!ヘキサゴンII』特別編ドラマ『お台場探偵羞恥心 ヘキサゴン殺人事件』に本人役（合宿テスト見張り番）で女優デビュー。同年8月23日、ドラマ『33分探偵』でも本人役（食堂でヴォンゴレ食事中に聞き込み調査協力）として出演。ドラマ『地デジカ家族』ではデジサポ・出地佐保子役で出演した。
2008年12月31日、『第59回NHK紅白歌合戦』の裏番組である『FNS2008年クイズ!!』で、NHK近くのスタジオやNHK内通路から、『クイズ!ヘキサゴンII』で共演している羞恥心 with Paboのレポーターとして中継を行うとともに、同紅白にも、応援ゲストとして、ヘキサゴンマークの旗を持ちながら、フジテレビの目玉マークと「代表」の文字がプリントされたTシャツを着て出演した。民放の現職アナウンサーが『NHK紅白歌合戦』に出演するのはこれが初めての出来事であった。
『クイズ!ヘキサゴンII』2009年2月11日放送分で、問題出題ナレーターで先輩アナウンサーでもある牧原俊幸とのユニット結成が予告された。2009年5月20日、ユニット名「部長と部下」、演歌「お台場の女」でCDデビューをした。
『FNSの日26時間テレビ 2009 超笑顔パレード〜爆笑!お台場合宿!!〜』（フジテレビ系列にて2009年7月25日19:00 - 7月26日20:54放送）、 翌年『FNSの日26時間テレビ2010 超笑顔パレード 絆 爆笑!お台場合宿!!』（フジテレビ系列にて2010年7月24日19:00 - 7月25日20:54放送）で進行役を担当した。
2010年4月28日、『笑っていいとも! 』のテレフォンショッキングに、牧原俊幸と共にテレフォンゲストとして出演した。前日のつるの剛士から紹介され、翌日は矢島美容室へ繋げた。
2011年3月8日にさまぁ〜ず・大竹一樹と結婚。婚姻届の提出には後輩アナウンサーの平井理央（2012年9月退社）、宮瀬茉祐子（2011年7月退社）、椿原慶子が伴った。
2011年8月4日放送の『とんねるずのみなさんのおかげでした』内の企画で、大竹が婚約指輪と結婚指輪を購入。指輪は、いずれも銀座にある高級宝飾店ハリー・ウィンストン。
2011年11月6日、グランドハイアット東京にて挙式披露宴を行い、そこで妊娠5ヶ月であることを明かした。
2012年3月4日より産休に入る。3月26日、午後3時30分、第1子の男児を出産した。体重2580グラム。
『FNS27時間テレビ』（フジテレビ系列にて2012年7月21日 - 22日放送）のさまぁ〜ずへのメッセージVTRで、出産後初のテレビ出演をした。
2013年4月2日、『ノンストップ!』で仕事復帰。
2015年4月6日、第2子の妊娠（5ヶ月）を発表。7月30日より産休に入る。9月4日午前9時11分、第2子となる男児を出産。体重3490グラム。
2016年4月、仕事復帰。
2017年7月1日、営業局営業企画部への異動の内示を受けていたが、退社意向を示したため人事局付となる。7月21日付で退社。

### フリーに転身
2018年1月1日付で芸能事務所のアミューズと所属契約を締結、フリーアナウンサーとして活動を再開。
2019年3月7日、第3子の妊娠を発表。6月9日、第3子の男児を出産。

## 人物像・エピソード
- 2人姉妹で、3歳上の姉がいる[2]。父は熊本県[2] 出身、母は東京都[2] 出身。
- 『誰だって波瀾爆笑』で歯列矯正の器具をつけた中学時代の写真が登場、歯列矯正経験者である[2]。
- 視力が悪く、コンタクトレンズを付けている。普段の日常生活ではメガネを掛けていることが多い[2]。
- 『クイズ!ヘキサゴンII』では、毎回、司会の島田紳助と共に出演者と同じテストを受けていた。結果は20 - 27点とほぼ平均点に近い結果になることが多かったが、理系出身のため文科系の問題は苦手（実際、「歴史に関する知識はあまりない」と語っている）。 縄跳びクイズやダイビングプレッシャークイズラストのお楽しみゲームなどは、出演者の体調を考慮して代わって参加することもあった[注釈 1]。

## フジテレビ時代の同期
- アナウンサーは中野美奈子（2012年7月退社、現在はフリーアナウンサー）・渡邉卓哉（2006年人事部へ異動）。
- アナウンサー以外では、現在株式会社田部の社長及び山陰中央テレビジョン放送社長である田部長右衛門（25代）。

## フジテレビ時代の出演番組
- FNNスーパーニュース（2002年10月 - 2004年9月）
- 深夜戦隊ガリンペロ（2002年10月 - 2003年3月）
- あしたのG（2003年4月 - 2004年3月）
- すぽると!（2004年4月 - 2005年3月） - メインキャスター土曜日・日曜日
- 登龍門F（2004年 - 2005年） - 司会
- BSフジNEWS
- 森田一義アワー 笑っていいとも!
  - 火曜日（2004年10月5日 - 2005年3月29日）
  - 金曜日（2005年4月8日 - 9月30日）
  - 月１月曜日（2010年10月 - 2011年3月）
  - 2010年4月28日 - テレフォンショッキングゲスト出演
- 笑っていいとも!増刊号
- F2スマイル（2005年4月4日 - 9月28日）月曜日〜水曜日メインMC
- 離婚弁護士Ⅱ〜ハンサムウーマン〜 第6話（2005年5月24日）
- こたえてちょーだい!（2005年7月21日から木曜日MC。2005年10月10日 - 2007年3月30日、帯メインMC）
- FNN選挙WARS〜改革の最終審判〜（2005年9月11日）
- 初詣!爆笑ヒットパレード（2005年 - 2010年） - 生中継
- ニュースJAPAN（2005年8月1日 - 5日）滝川クリステルの代行
- FNS5000番組10万人総出演 がんばった大賞（2005年9月13日、2011年9月24日） - 司会進行
- 新春かくし芸大会[19]
- 晴れたらイイねッ!Let'sコミミ隊
- とんねるずのみなさんのおかげでした（2004年12月23日） - ねるとん紅鯨団芸能人スペシャル大会、（2011年8月4日、2012年5月3日） - 大竹買うシリーズ
- FNS27時間テレビ
  - FNS27時間テレビ (2002年) - 新人アナウンサー 提供読み
  - FNS27時間テレビ (2003年) - 中継
  - FNS27時間テレビ (2004年) - すぽると！コーナー進行
  - FNS25時間テレビ (2005年) - 真夏の爆笑ヒットパレード、笑っていいとも他
  - FNS26時間テレビ (2006年) - クイズ!ヘキサゴンIIコーナー進行
  - FNS27時間テレビ (2007年) - クイズ!ヘキサゴンIIコーナー進行
  - FNS27時間テレビ (2008年) - クイズ!ヘキサゴンII、「爆笑!!列島カーペット」第1部と第2部コーナー進行
  - FNS26時間テレビ (2009年) - 司会進行
  - FNS26時間テレビ (2010年) - 司会進行
  - FNS27時間テレビ (2011年) - クイズ!ヘキサゴンIIコーナー進行
  - FNS27時間テレビ (2012年) - サプライズVTR
- 海筋肉王 〜バイキング〜（2005年4月3日 - 2007年3月25日）進行
- 笑う!通販（2005年10月17日 - 2006年3月）毎週月曜日- 金曜日
- クイズ$ミリオネアアナウンサー大会（2006年7月6日、7月13日）予選筆記問題7位
- ザ・NIPPON検定（2007年4月1日 - 9月23日） 助手
- お笑いチャンピオンボウリング（2007年9月23日、フジアナウンサーチーム）
- 孝太郎Wキッチン（2007年10月 - 2008年3月、ナレーション／2008年3月12日、ゲスト出演）
- MANNINGEN（2007年10月27日 - 2008年4月9日、2008年9月24日） - 司会進行
- FNNスピーク（2008年7月24日、7月31日、8月28日）お台場冒険王ファイナル木曜日レポーター
- 旅美人（2005年4月 - 2008年9月23日、ナレーション）火曜日21：54 - 22：00
- 検定ジャポン（2008年4月4日 - 9月19日）「TOKYOシティ検定」検定員
- 孝太郎が行く2（2008年4月9日 - 9月30日、ナレーション）
- アナ☆ログ（2007年10月 - 2008年9月）
- 男おばさん 燃えろ!デジタル部（2008年11月4日）
- HEY!HEY!HEY! MUSIC CHAMP 不定期出演
- わかるテレビ（2008年11月21日、2009年2月13日、6月30日、10月20日、2010年5月14日）進行秘書
- クイズ！ドレミファドン！（2006年、2009年8月4日、2009年11月17日、2010年6月1日、2012年2月28日）司会
- FNNスーパー選挙2009 審判の日（2009年8月30日）
- 地デジカ家族（2009年11月23日 - 27日）地デジカ家族2（2011年1月24日 - 29日） - デジサポ 出地佐保子 役
- めちゃ×2イケてるッ!（2009年11月28日） - 幸子の寝室 地上デジタル放送推進大使として出演、（2011年6月25日） - クイズ!ヘキサゴンIIのパロディ
- 絶景日本の健康歩き〜ウオーキングプラス〜
- VVV6（「特攻野郎 デリー&バリー」ナレーション）
- ベイビーStyle（2009年4月1日 - 2010年3月31日、ナレーション）水曜日21：54 - 22：00
- 衝撃!三世代比較TVジェネレーション天国（2010年1月9日、2010年5月25日、2010年11月2日、2011年3月23日）司会
- 世にも奇妙な物語 20周年スペシャル・春 〜人気番組競演編〜（2010年4月4日）
- 笑っていいとも!（2010年4月28日） - テレフォンショッキング
- ネプリーグ（2005年8月1日、2006年1月23日、2007年1月15日、2008年1月3日、2009年7月27日、2010年7月12日、2012年1月2日）
- VS嵐（2009年7月11日、2010年8月12日、ゲスト出演／2016年11月3日、VTRナレーション）
- 爆笑レッドカーペット - 司会進行
  - 2007年特番初回より、レギュラー放送は2008年4月16日 - 2010年8月1日
  - 2010年9月24日、2011年1月1日、2012年1月1日、2012年2月18日、2013年4月27日、2014年1月1日
- もしもツアーズ - ツアーガイド
- FNNスピークSP（2011年3月16日・17日・18日）
- はねるのトびら
  - 2004年 - 2012年、ナレーション
  - （2010年6月30日）ルービックキューマン、（2011年5月25日、2011年11月23日）ほぼ100円ショップ、（2011年8月31日、9月7日）カミングアウト総選挙、（2012年2月1日）いい夫婦大賞 - 出演
- しあわせの素（2011年7月6日、2011年8月17日、2011年8月31日）
- 絶対零度〜特殊犯罪潜入捜査〜 Case.10（2011年9月13日） - SKN NEWSキャスター 役
- クイズ!ヘキサゴンII（2005年6月15日 - 2011年9月28日） - 司会進行
- BSフジLIVE プライムニュース（2011年10月3日 - 2012年2月27日 月曜日のグローバルニュース担当）
- ニュースJAPAN（2011年10月3日 - 2012年2月27日 月曜ナレーション）
- 〜あらゆる世界を見学せよ〜潜入!リアルスコープ（2009年特番第3回・4回、2010年5月15日 - 2012年3月17日） - 司会進行
- アナ★バン!（2008年10月 - 2012年3月）
- 5LDK（2008年 - 2012年、ナレーション／2008年11月6日、2009年9月17日、2009年12月3日、2010年6月10日、出演）
- 女子アナスペシャル
- フジアナスタジオ まる生（フジテレビONE）
- ハンサムキッチン - ナレーション
- アゲるテレビ（2013年4月8日 - 9月23日） - 月曜日
- ぶっちゃけ告白TV!カミングアウト!（2013年7月27日、10月11日、12月27日、2014年3月26日）司会
- 性格ミエル研究所（2013年5月10日、10月26日、2014年4月19日、10月3日、12月26日）司会
- アノ人たちの作り方 〜なぜこうなった!?ファクトリー〜（2013年10月16日 - 12月18日）司会
- ひろいきの（2013年10月 - 2014年9月）ナレーション
- うつけもん（2014年4月 - 2014年9月）ナレーション
- NEWSお台場発（2014年4月 - 2015年3月）金曜日
- オサレもん（2014年10月 - 2015年3月）ナレーション
- ボクらの時代（2015年6月28日）
- タビノイロ。〜旅美人への手紙〜（2010年10月 - 2012年3月、2013年10月 - 2015年7月）ナレーション
- ノンストップ!（2013年4月2日 - 2015年7月29日）月曜日・火曜日・水曜日
- ノンストップ!（2016年10月3日 - ）水曜日
- ホウドウキョク ランチタグ（2017年4月7日 - ）金曜日
- たしなみLady（2016年10月2日 - ）ナレーション
- 魔女に言われたい夜〜正直過ぎる品定め〜 - ナレーション
- ESSEのテレビCMに出演（2013年4月 - ）
- 突然ですが占ってもいいですか？（2022年3月30日）[20]

## フジテレビ以外での出演番組

### フジテレビアナウンサー時代
- SmaSTATION-3（2004年7月24日、テレビ朝日） - FNS27時間テレビ (2004年)の同時生放送の一環でフジテレビスタジオから中継出演
- ザ!情報ツウ（2004年12月1日、日本テレビ） - 地上デジタル放送推進大使として出演
- ワイド!スクランブル（2004年12月1日、テレビ朝日） - 地上デジタル放送推進大使として出演
- ジャスト（2004年12月1日、TBS系） - 地上デジタル放送推進大使として出演
- ワールドビジネスサテライト（2004年12月1日、テレビ東京） - 地上デジタル放送推進大使として出演
- サンデージャポン（TBS系） - サンジャポジャーナリスト フジテレビ支部記者として出演
- フジテレビ VS LF局アナリクエスト合戦（2005年4月16日、ニッポン放送）
- 吉田照美のやる気MANMAN!（2007年1月16日、文化放送） - ゲスト出演
- メダマ!?ラジオ（2008年1月23日、ニッポン放送） - ドラ☆アナとして出演
- 関口宏の東京フレンドパークII（2008年7月7日、TBS系） - 地上デジタル放送推進大使として出演
- 土曜スタジオパーク（2008年10月25日、NHK総合） - 球体展望室 はちたまからVTR出演
- お台場から生放送! 秋の夜長もさだまさし（2008年10月25日、NHK総合、フジテレビ721・CSHD） - 地上デジタル放送推進大使として出演[注釈 2]
- 第59回NHK紅白歌合戦（2008年12月31日、NHK総合・ラジオ第1） - 羞恥心 with Paboの応援ゲストとして登場
- 王様のブランチ（2009年8月29日、TBS系） - 地上デジタル放送推進大使として出演

### フリー転向後
- 今夜くらべてみました （2018年2月14日、日本テレビ）- ゲスト
- アナザースカイ（2018年4月6日、日本テレビ）- ゲスト
- 誰だって波瀾爆笑（2018年7月29日、日本テレビ）- ゲスト
- 田村淳の訊きたい放題（2020年4月4日 - 、TOKYO MX）- アシスタント
- ラヴィット! （2021年8月12日 - 、TBS）- コーナーレギュラー（ニューヨーク不動産）
- ヒルナンデス!（日本テレビ、2023年6月9日）- 隠れ名店さんぽのコーナーに出演
- ゴゴスマ〜GO GO!Smile!〜（2023年7月14日、CBCテレビ）- ゲスト
- 子どもに教えたい！シン常識スクール（2024年9月14日）- 回答者[21]

## ラジオ番組
- 有馬隼人とらじおと山瀬まみと（2018年7月20日、TBSラジオ） - 山瀬まみの代理
- 伊集院光とらじおと（2018年10月9日 - 12月18日） - 第2・3火曜日アシスタント（産休に入った火曜アシスタント竹内香苗の代役として[22]）[23]
- エレビットpresents 大切なあなた（2021年11月8日 - 12月27日、2022年4月3日 - 12月25日。朝日放送ラジオ）[24]

## フジテレビアナウンサー公式サイト
- 会員制マガジン「アナマガ+Premium」（フジテレビ有料サイト）
  - 私と、その周辺のお話。
  - 旅の恥はかきすて日記～ミラクルジャーニー～
  - 表紙（2008年1月、2009年10月、2011年6月、2014年6月）
  - お台場発!とって出し!（2007年11月26日、2008年5月22日、2009年5月22日、2010年7月20日）
  - とっておきの時間（2007年5月1日・18日、2012年2月28日・3月27日）
  - フジテレビアナウンサーのおうちごはん
  - しふくなう（2013年5月2日）
  - 表紙の裏側（2014年6月9日・6月23日）
  - しゃべってちゃぶ台
  - シオバラ写真館（2014年11月17日・11月20日）
  - シオバラ美術館（2015年6月7日・6月17日・6月27日）
  - pickup DX!
  - リレートーク 本気でしゃべっていい!?（2007年10月5日×田中大貴、12日×長谷川豊、2008年4月4-8日×福井謙二、11日×西岡孝洋、2009年8月11-14日×倉田大誠、2009年8月18-21日×伊藤利尋、2010年10月19-26日×佐野瑞樹、2010年10月29-11月5日×渡辺和洋、2013年9月6-10-13日×佐野瑞樹、2013年9月17-20-24日×遠藤玲子）
  - フジアナスタジオ まる生短縮版（フジテレビONE）放送、毎週土曜13:00〜14:50のダイジェスト版